# Vuelo 1145 de Sosoliso Airlines
El vuelo 1145 de Sosoliso Airlines (SO1145/OSL1145) fue un vuelo de pasajeros doméstico de Sosoliso Airlines programado entre las ciudades nigerianas de Abuya (ABV) y Port Harcourt (PHC). Aproximadamente a las 14:08 hora local (13:08 UTC) del 10 de diciembre de 2005, el vuelo 1145 de Abuya aterrizó en el Aeropuerto Internacional de Port Harcourt. El avión, un McDonnell Douglas DC-9-32 con 110 personas a bordo, se estrelló contra el suelo y estalló en llamas. Inmediatamente después del accidente, siete sobrevivientes fueron recuperados y llevados a hospitales, pero solo dos personas sobrevivieron. El avión era un McDonnell Douglas DC-9-32 de 33 años.
Fue el segundo desastre aéreo que ocurrió en Nigeria en menos de tres meses, después del vuelo 210 de Bellview Airlines, que se estrelló el 22 de octubre de 2005 por razones desconocidas, matando a las 117 personas a bordo. Fue el primer y único accidente fatal de la compañía.

## Accidente
El avión partió del Aeropuerto Internacional Nnamdi Azikiwe de Abuya a las 12:25 p. m. UTC (hora universal coordinada). La ruta tenía un tiempo programado en ruta de 2 horas y 40 minutos. Aproximadamente a 90 millas del aeropuerto, la aeronave contactó al ATC (Control de tráfico aéreo) para la autorización de descenso inicial y fue autorizada por el ATC a FL160. El avión continuó su descenso hasta las 13:00, cuando la tripulación le preguntó al ATC por las condiciones climáticas en el aeropuerto. El ATC le dijo a la aeronave que no había precipitaciones y que existía una condición dispersa de Cumulonimbus. Más tarde, la tripulación confirmó el informe.
El avión continuó siguiendo su perfil de descenso. El ATC luego contactó a la aeronave y le informó que la precipitación se acercaba al aeropuerto. El controlador luego autorizó a la aeronave a aterrizar en la pista 21, pero advirtió al piloto que la pista podría estar ligeramente mojada, lo que indica que el hidroplaneo era una posibilidad. La tripulación de vuelo reconoció este mensaje. Incapaz de distinguir la pista no iluminada a través de la lluvia, el capitán pidió una vuelta (aproximación frustrada) a una altitud de aproximadamente 200 pies (aproximadamente 120 pies sobre el suelo). Esta llamada se realizó a unos 100 pies por debajo de la altitud de decisión.
El DC-9 se estrelló contra la franja de césped entre la pista y la calle de rodaje. A 60 metros del primer punto de impacto, el empenaje golpeó una alcantarilla de drenaje de hormigón, el avión se desintegró y estalló en llamas. La cabina y el fuselaje delantero se separaron de su cuerpo principal y se deslizaron por la calle de rodaje, creando un rastro total de restos de 120 metros.

## Pasajeros y tripulación
El capitán era Benjamin Adekunle Adebayo, un nigeriano de 48 años con una experiencia de vuelo total de 10,050 horas con 1,900 de ellos en el DC-9. Tuvo su último entrenamiento en simulador en la Academia Internacional de Vuelo de Pan Am en Miami el 7 de julio de 2005. El primer oficial fue Gerad Yakubu Andan, un ghanés de 33 años con una experiencia de vuelo total de 920 horas que fueron 670 horas en el tipo. Tuvo su último entrenamiento en simulador en agosto de 2005 con un resultado «satisfactorio».
De los 103 pasajeros y 7 miembros de la tripulación, solo hubo dos sobrevivientes, aunque siete sobrevivientes fueron rescatados inicialmente. Muchos pasajeros sobrevivieron al impacto inicial pero murieron en el incendio resultante. Otros pasajeros murieron luego por sus heridas. El aeropuerto de Port Harcourt tenía un camión de bomberos y ninguna ambulancia. Ninguno de los 7 miembros de la tripulación sobrevivió al accidente.
Entre los pasajeros había unos sesenta y un estudiantes de secundaria del Colegio Jesuita de Loyola en la región del Territorio de la Capital Federal de Nigeria. Al principio, los estudiantes de Loyola Jesuit College de Port Harcourt viajaban entre la escuela y sus hogares a través de autobuses que utilizaban las carreteras. El aumento de la delincuencia a lo largo de las carreteras durante la década de 1990 hizo que los padres creyeran que los viajes por carretera eran demasiado peligrosos. En 2001, cuando Sosoliso Airlines comenzó a prestar servicios entre Port Harcourt y Abuya, los padres colocaron a sus hijos en los vuelos. De los 61 adolescentes de Ignatius Loyola Jesuit College; un internado ubicado en Abuya, 60 fallecieron, con Kechi Okwuchi siendo la única sobreviviente de su escuela. Kechi fue atendida en el Hospital Milpark en Johannesburgo, Sudáfrica  y en los Hospitales Shriners para Niños en Galveston, Texas, Estados Unidos. Más tarde, Kechi participó en la duodécima temporada de America's Got Talent en 2017 como cantante, y terminó la competencia como finalista.
También en el vuelo había dos voluntarios de Médicos Sin Fronteras en camino a trabajar en Port Harcourt, Hawah Kamara y Thomas Lamy, así como la televangelista Bimbo Odukoya, pastora de la Fuente de Life Church, que sucumbió a sus heridas el día después del accidente. La asistente personal del pastor Odukoya, Bunmi Amusan (ahora Bunmi Adams) sobrevivió al accidente aéreo y se casó un año después.

## Investigación

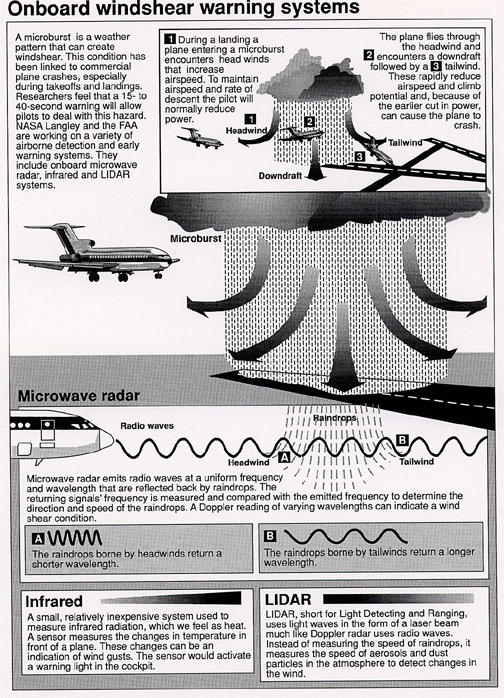
Una ilustración de cortavientos llamada vientos en contra. El avión a bordo del sistema de advertencia de cizalladura del viento era visible.

La Oficina de Investigación de Accidentes de Nigeria descubrió que los datos de las imágenes satelitales de Boeing Aircraft Company en EE. UU. Sugirieron que a las 13:00 UTC, un frente de brisa marina, posiblemente reforzado por una salida, empujó tierra adentro en las proximidades de Port Harcourt. El borde de ataque del límite, en teoría, podría haber incluido un aumento abrupto de la velocidad del viento y una cizalladura horizontal y/o vertical significativa. Probablemente también se produjeron lluvias y tormentas eléctricas a medida que el aire cálido y húmedo se elevaba a la atmósfera.
Los datos de la Agencia Meteorológica de Nigeria mostraron que hubo un cambio en la velocidad y dirección del viento a medida que el avión se acercaba al aeropuerto. El clima se estaba deteriorando rápidamente y la visibilidad era limitada. El cambio en la velocidad y dirección del viento creó un ambiente perfecto para la cizalladura del viento en el aeropuerto. Cuando los investigadores recuperaron el registrador de datos de vuelo y el registrador de voz de la cabina, se reveló que ambas cajas negras habían sido dañadas. El FDR tuvo daños leves y fue descargado por los investigadores en un formato de archivo, sin embargo, la situación era diferente para el CVR. Los carretes coaxiales CVR estaban bajo tensión durante su vuelo de operación normal, cuando se cortó la cinta, el carrete habría girado libremente, lo que resultó en la liberación de cinta adicional en las áreas de transporte y choque. Hubo algunos problemas con ambas cajas negras, pero los datos se filtraron varias veces hasta que el audio se volvió razonablemente inteligible. 
A partir de los datos del FDR, se reveló que el vuelo transcurrió sin incidentes hasta su aproximación final. Treinta segundos antes del accidente, el avión descendió durante siete segundos y se estabilizó a una altitud de 204 pies, que estaba por debajo de la altitud de decisión de 307 pies, la velocidad del aire disminuyó a 145 nudos. Unos segundos más tarde, hubo un aumento de la velocidad a 151 nudos, lo que indica que la tripulación de vuelo había iniciado una vuelta, sin embargo, el avión había descendido muy por debajo de 204 pies y se dirigió hacia la izquierda. La tripulación no pudo recuperar el avión, y los datos dejaron de funcionar cuando la velocidad del avión era de 160 nudos. 
A partir de los datos del CVR, 16 segundos antes del choque, el Capitán pidió una vuelta, marcha y aletas, luego sonó una bocina de advertencia seguida de un sonido aural de «marcha muy baja». Aparentemente, los pilotos tuvieron dificultades para avistar la pista y debieron haber realizado una aproximación frustrada en la altitud de decisión de 307 pies en lugar de continuar el descenso por debajo de 204 pies. Las aletas se retrajeron y el equipo se extendió, pero el equipo estaba bloqueado. La advertencia de «marcha demasiado baja» apareció nuevamente, y siguió un Sistema de advertencia de proximidad al suelo